# 田中菜津美
田中菜津美（日语：田中 菜津美，2000年8月10日—）是日本女藝人，為女子偶像團體HKT48 Team H前成員，曾兼任姊妹團體SKE48 Team S成員，福岡縣福岡市出身。

## 經歷
2011年7月10日，通過HKT48的一期生選秀。10月23日，在西武巨蛋舉行的《飛翔入手》發售紀念全國握手會活動，與其他的HKT48成員一同公開亮相。11月26日，於HKT48劇場柿落公演中實現劇場出道。
2012年3月4日，Team H結成，從研究生昇格為正式成員，為16位創團成員之一。
2013年9月18日，於「AKB48第34張單曲選拔猜拳大會」中不敵上枝恵美加，在首輪出局，未能入選選拔成員。
2014年1月11日，於大分縣iichiko剧场“HKT48九州7县巡演～和可爱的孩子们一起旅行～”的首日夜公演中，發表了被稱為「轉班」（クラス替え）的隊伍重组消息，宣布留任Team H。2月24日，於Zepp DiverCity Tokyo舉辦的「AKB48集團大組閣祭」中，宣布所屬隊伍除維持轉班時發表的留任Team H外，另新增兼任SKE48 Team S
2015年3月26日，於「AKB48春季單獨演唱會～次期總現正修行中！～」組閣宣布解除SKE48的兼任，並於5月28日舉行最終公演。
2017年6月17日，於當日開票的AKB48第49張單曲選拔總選舉以21,472票排名第50名，首度進入AKB48選拔總選舉榜內。隔年的選拔總選舉亦名列榜內，以21,387票排名第63名。
2019年12月15日，於該日的Team H劇場公演上宣布畢業。2020年1月11日，於該日的Team H劇場公演後，正式自HKT48畢業。

## 人物
- 專長辯論。喜歡看喜劇節目。在HKT48的公演與演出中經常擔任MC（主持）的角色。
- 14歲時身高已有170公分，本人表示害怕再長高[5]。

### AKB48集團相關
- 在HKT48劇場中使用的自我介紹詞是「我是來自福岡縣的夏蜜柑，田中菜津美」（福岡県出身、なつみかんこと田中菜津美です）。
- 加入HKT48時在團內成員中年紀偏小，但因發言大膽直接，而得到「BOSS」（ボス）的稱號。
- 於HKT48徵選會上演唱的曲目是前田敦子的《Flower》[6]。
- 被同團的村重杏奈揭露有看成人書籍的愛好，家中和劇場儲物櫃收藏了不少[6]。
- 在「755」上的加藤玲奈的第一次「我支持的成員總選舉」（私の推しメン総選挙）獲得第1名，位在包含加藤玲奈本人在內的126人之首。

## 參與歌曲
- 標註有「★」符號者表示該首歌曲有拍攝MV。

### 單曲CD
HKT48
|      | 發行日期       | 單曲名稱               | 參與歌曲名稱       | 名義             | 收錄於 | MV | 備註               |
| ---- | -------------- | ---------------------- | ------------------ | ---------------- | ------ | -- | ------------------ |
| 1st  | 2013年03月20日 | 喜歡！喜歡！小跳步！   | 現在是第一         | 旨口姬           | Type-B | ★  |                    |
| 2nd  | 2013年09月04日 | 哈密瓜汁               | 在那裡思考些什麼？ |                  | 全版本 |    |                    |
| 2nd  | 2013年09月04日 | 哈密瓜汁               | 泥之節拍器         | 旨口姬           | Type-B | ★  |                    |
| 3rd  | 2014年03月12日 | 櫻花，大家一起來品嚐   | 已讀無視           | Team H           | Type-A | ★  |                    |
| 4th  | 2014年09月24日 | 有所保留的我愛你！     | 偶像的王者         | Team H           | Type-A | ★  |                    |
| 5th  | 2015年04月22日 | 12秒                   | 变色龙女高中生     | Team H           | Type-B | ★  |                    |
| 5th  | 2015年04月22日 | 12秒                   | 人生就是摇滚       |                  | 全版本 | ★  |                    |
| 6th  | 2015年11月25日 | 吵死了！               | Buddy              | Team H           | Type-A | ★  |                    |
| 7th  | 2016年04月13日 | 給74億份之1的你        | 給74億份之1的你    |                  | 全版本 | ★  | A面曲 初次進入選拔 |
| 8th  | 2016年09月17日 | 最棒了唷               | 夢一場             | 穴井千尋與同伴們 | Type-A | ★  |                    |
| 8th  | 2016年09月17日 | 最棒了唷               | 把夜空的月亮吞下   | Team H           | Type-B | ★  |                    |
| 9th  | 2017年02月15日 | BUG也無妨              | 我的白日夢         | 白金女孩         | Type-B | ★  |                    |
| 9th  | 2017年02月15日 | BUG也無妨              | HKT48家族          | 全員             | 劇場盤 |    |                    |
| 10th | 2017年08月02日 | 接吻真的只能慢慢來嗎？ | 旁邊的他看起來很酷 | 白金女孩         | Type-A | ★  |                    |
| 10th | 2017年08月02日 | 接吻真的只能慢慢來嗎？ | 戀愛的Ribbon！     | 村重選抜         | Type-C |    |                    |
| 11th | 2018年05月02日 | 快進的日曆             | Just a moment      | 幸福的熱香餅     | Type-A | ★  |                    |

AKB48
|      | 發行日期        | 單曲名稱           | 參與歌曲名稱   | 名義          | 收錄於 | MV | 備註           |
| ---- | --------------- | ------------------ | -------------- | ------------- | ------ | -- | -------------- |
| 27th | 2012年08月29日  | 格子花紋           | 那一天的風鈴   | Waiting Girls | 劇場盤 |    |                |
| 29th | 2012年12月05日  | 倘若在梧桐樹什麼的 | 眨眼3次        | HKT48         | Type-H | ★  |                |
| 42nd | 2015年12月09日  | 紅唇Be My Baby     | 班花的選擇     | 玲奈七選拔    | Type-B | ★  | 首次擔任Center |
| 46th | 2016年11月016日 | High Tension       | 快樂結局       | Renatchies    | Type-A | ★  |                |
| 49th | 2017年8月030日  | #就是喜歡你        | 至少我們的戀情 | Future Girls  | Type-B | ★  |                |
| 53rd | 2018年9月019日  | 感傷列車           | 某天 不經意…   | Future Girls  | Type-B | ★  |                |

SKE48
|      | 發行日期       | 單曲名稱       | 參與歌曲名稱   | 名義   | 收錄於 | MV | 備註 |
| ---- | -------------- | -------------- | -------------- | ------ | ------ | -- | ---- |
| 15th | 2014年07月30日 | 笨拙的太陽     | 放學後競賽     | Team S | Type-A | ★  |      |
| 16th | 2014年12月10日 | 12月的袋鼠     | 永不消失的火焰 | Team S | Type-A | ★  |      |
| 17th | 2015年03月31日 | 风情万种塞车中 | DIRTY          | Team S | Type-A | ★  |      |

### 專輯CD
AKB48
|      | 發行日期       | 專輯名稱                     | 參與歌曲名稱      | 名義                    | 收錄於 | 備註 |
| ---- | -------------- | ---------------------------- | ----------------- | ----------------------- | ------ | ---- |
| 04th | 2012年08月15日 | 1830m                        | 藍天 不會寂寞嗎？ | AKB48+SKE48+NMB48+HKT48 | 全版本 |      |
| 06th | 2015年01月21日 | 這裡是羅德斯島、在這裡跳吧！ | 我们的意识形态    |                         | Type B |      |

## 劇場公演分組曲
| 公演名稱                         | 參與歌曲名稱   | 備註             |
| -------------------------------- | -------------- | ---------------- |
| 研究生時期                       |                |                  |
| HKT48 1st Stage「手牽手」公演    | 胸口的條碼     |                  |
| Team H時期                       |                |                  |
| Team H 1st Stage「手牽手」公演   | 巧克力的下落   |                  |
| Team H 1st Stage「手牽手」公演   | 胸口的條碼     | 中西智代梨的代演 |
| Team H「博多傳奇」公演           | 制服的抵抗     |                  |
| Team H「博多傳奇」公演           | 天国小子       | 中西智代梨的代演 |
| 向日葵组公演“睡衣兜风”           | 镜中的圣女真德 |                  |
| Team H 2nd Stage「青春女孩」公演 | 雨中動物園     | 角色是駱駝       |
| 3rd Stage“最终钟声鸣响”公演      | 20人姐妹之歌   |                  |
| 3rd Stage“最终钟声鸣响”公演      | 再战           | 坂口理子的代演   |
| 向日葵组公演“正在恋爱中”         | 7点12分的初恋  |                  |

| 公演名稱                         | 參與歌曲名稱 | 備註           |
| -------------------------------- | ------------ | -------------- |
| SKE48 Team S兼任時期             |              |                |
| Team S 5th Stage「制服之芽」公演 | 萬花筒       |                |
| Team S 5th Stage「制服之芽」公演 | 狼与自尊     | 二村春香的代演 |
| SKE48 Up-coming公演 Final        | 泪之湘南     |                |
| SKE48 Up-coming公演 Final        | 不会停止烟花 |                |

## 演出

### 綜藝節目
現在播放中的節目
- 《HKT綜藝48》（2012年12月23日－，以HKT48成員身份不定期演出，九州朝日放送）
- 《HKT48的御出掛！》（2013年1月25日－，以HKT48成員身份不定期演出，TBS電視台）
- 《AKBINGO!》（2013年3月27日－，以HKT48成員身份不定期演出，日本電視台）
- 《AKB48的你、是誰？》（2013年8月14日－，以HKT48成員身份不定期演出；NOTTV）
- 《AKB48 SHOW!》（2014年2月22日－，以HKT48成員身份不定期演出；NHK）
- 《戀愛總選舉（日语：恋愛総選挙）》（2014年5月29日－，富士電視台）
- 《SKE48 炸蝦商!》（2014年7月15日－，以SKE48成員身份不定期演出，日本電視台）

過去演出過的節目
- 《Aruaru YY電視》（2012年5月23日－2013年3月28日，以HKT48成員身份不定期演出，TVQ九州放送）
- 《HaKaTa百貨店》（2012年10月7日－2013年1月13日，以HKT48成員身份演出，日本電視台）[7]
- 《週刊AKB》（2012年11月2日－11月9日，以HKT48成員身份演出，東京電視台）
- 《HaKaTa百貨店２號館》（2013年1月26日－3月30日，以HKT48成員身份演出，日本電視台）
- 《HKT48豚骨魔法少女學院》（2013年7月2日－9月18日，以HKT48成員身份演出，日本電視台）[註 5][8]